# CS Dinamo Bucarest (volley-ball féminin)
Maillots
Le Clubul Sportiv Dinamo Bucarest (en roumain : Clubul Sportiv Dinamo București) est un club roumain de volley-ball féminin fondé en 1948 et basé à Bucarest qui évolue pour la saison 2019-2020 en Divizia A1.

## Historique
- Dinamo Bucarest (1948-2004)
- Dinamo-Aedificia Bucarest (2004-2006)
- Dinamo Bucarest (2006-2009)
- Dinamo Romprest Bucarest (2009-...)

## Palmarès
- Championnat de Roumanie
  - Vainqueur : 1957, 1958, 1960, 1961, 1962, 1963, 1966, 1967, 1969, 1975, 1976, 1977, 1978, 1979, 1980, 1981, 1982, 1983, 1984, 1985, 1989.
  - Finaliste : 1988, 2007, 2008, 2013, 2014[2]2020[3]
- Coupe de Roumanie
  - Vainqueur : 2010, 2012.
  - Finaliste : 2009, 2013, 2014, 2015[4]

- Ligue des champions
  - Troisième  : 1961, 1962

- Coupe de la CEV
  - Troisième  : 1974

- Coupe BVA
  - Troisième  : 2017

## Joueuses célèbres
| - Cristina Pirv Roumanie - Alina Albu Roumanie - Mirela Corjeuțanu Roumanie - Nicoleta Manu Roumanie - Iuliana Nucu Roumanie - Alexandra Kapelovies Roumanie - Jovana Vesović Serbie - Aleksandra Crnčević Serbie | - Anja Zdovc Slovénie - Lucija Cigić Croatie - Nicole Davis États-Unis - Regan Hood États-Unis - Mari Mendes Brésil - Yael Castiglione Argentine - Leticia Boscacci Argentine - Milagros Collar Espagne - Radostina Chitigoi Bulgarie | - Milena Rosner Pologne - Anna Miros Pologne - Sylwia Wojcieska Pologne - Lucia Hatinová Slovaquie - Alica Székelyová Slovaquie - Dominika Valachová Slovaquie |